# 聖稜線
聖稜線（日语： Seinaru kuresuto ?，轉寫英語：:17）是臺灣中北部的雪山山脈北從大霸尖山（世紀奇峰，標高3,492公尺，三尖之一）南至雪山（次高山，標高3,886公尺，五嶽之一）連峰間高峻的山稜線，在雪霸國家公園範圍內。整段南北連亙的稜線，從雪山到大霸尖山，直線距離約8.7公里、步道長約11.8公里，西側屬苗栗縣泰安鄉，水系屬雪山溪流域（大安溪水系）；稜線北段的東側屬新竹縣尖石鄉，水系屬塔克金溪流域（淡水河水系）；稜線南段的東側屬台中市和平區，水系屬七家灣溪流域（大甲溪水系）。

## 名稱由來
| 聖なる、 大霸尖山—次高山の真正のトラヴァース（縱走）、 果して何人が其の榮譽を荷ひ、 其の真美を語り得るだらうか？:17 | 這神聖的稜線啊！ 誰能真正完成大霸尖山至雪山的縱走， 戴上勝利的榮冠， 敘說首次完成縱走的真與美？ |
| —沼井鐵太郎 〈〉 |                                                                                                 |

這是日治時台灣會幹事沼井鐵太郎在1927年（昭和2年）組隊首次登頂大霸尖山，次年撰寫〈關於攀登大霸尖山之考察與實行〉一文的結尾所寫下的字句。此即為山岳界稱大霸尖山到雪山之間的山脊連峰為「聖稜線」的由來。

## 地理特色

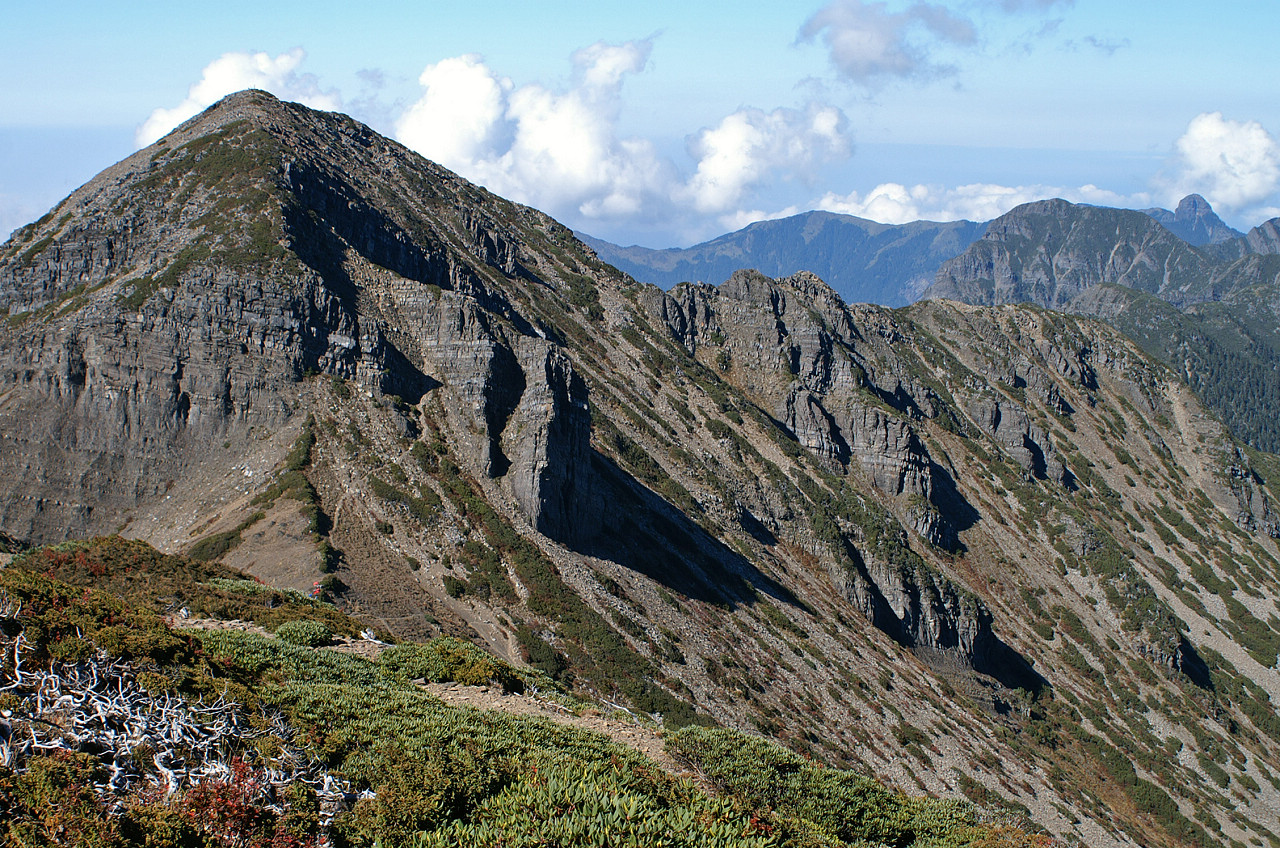
聖稜線：從雪山山頂往北觀看左方近處的北稜角，到遠處最右的大霸尖山。

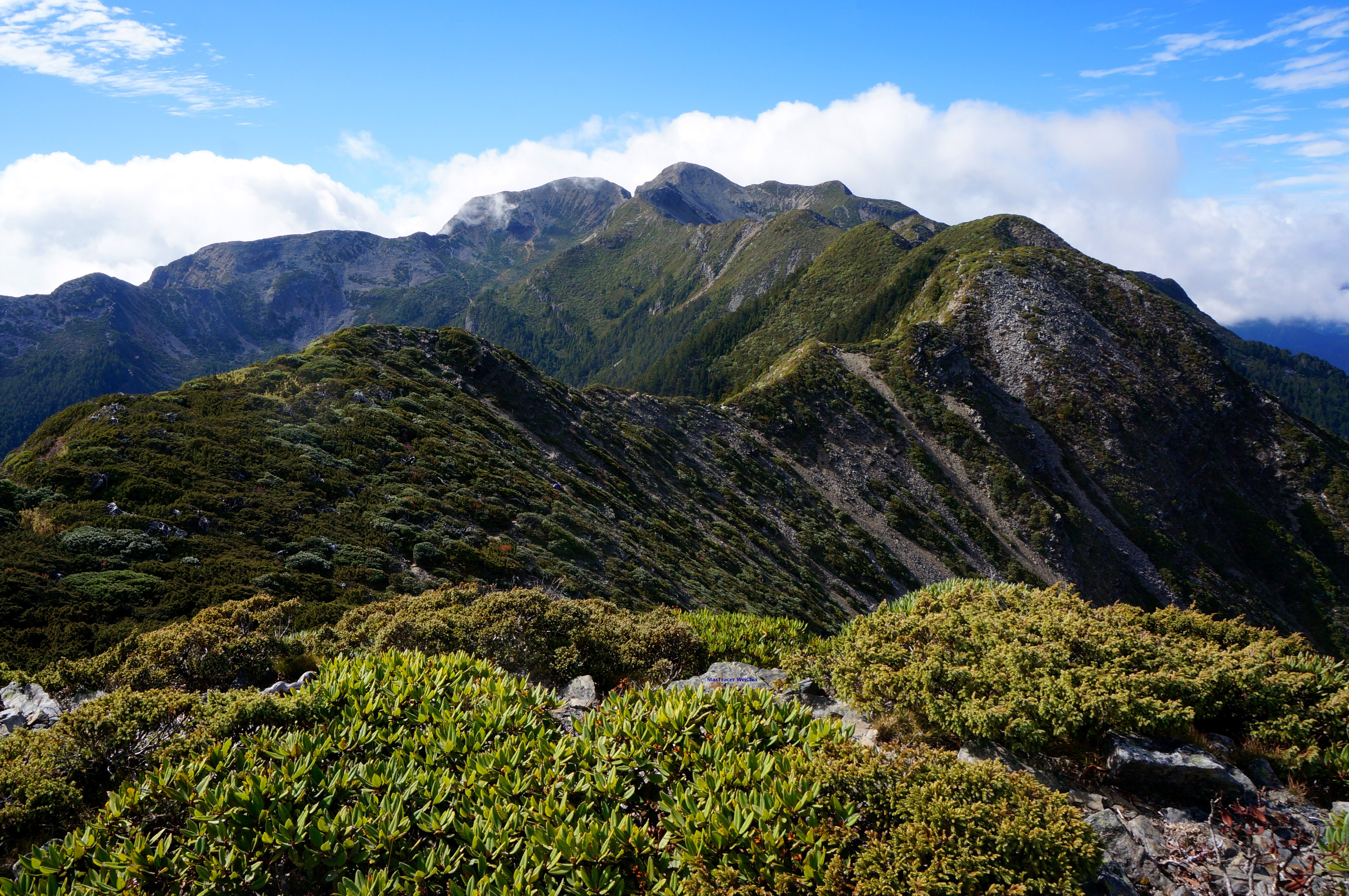
從雪北山屋附近山頭往南眺望聖稜線，最遠處左邊是雪山和一號圈谷，右邊是北稜角和二號圈谷

整條聖稜線全程均為3,100公尺以上的高山，尤其雪山主峰往北到雪山北峰間的稜脊均在3,580公尺以上，到穆特勒布山間的稜脊均在3,500公尺以上。地勢險峻，岩峰嶙峋峭拔，巉巖突兀的高峰南北縱列，為最高隆起準平原面的遺留:510,513（連峰照片）。

### 斷崖與崩壁
- 大霸尖山與東霸尖山間有斷崖。
- 品田山旁有品田斷崖。
- 素密達山旁有素密達斷崖。
- 穆特勒布山三面均為斷崖崩壁的尖塔岩峰，健行步道僅能由其南側山腰繞過。
- 雪山北峰亦為三面有斷崖。
- 北稜角南側有崩壁。
- 雪山南側有崩壁。
- 雪山東峰南有斷崖，東有「哭坡」[4]。

### 池塘、河川與圈谷

#### 高山池塘
- 雪山至翠池三叉山間有翠池、中翠池、下翠池等三池。
- 翠池三叉山至雪山西南峰間的完美谷營地有草原積水池。
- 志佳陽大山南側瓢簞山莊有瓢簞池。
- 雪山東峰東側雪山登山口有大水池。
- 品田山至池有山間有品田池、亞美池、新達池等三地，新達山屋位在亞美池旁。
- 桃山南側有黑水塘。

#### 河川與圈谷
- 聖稜線西北為馬達拉溪，西為雪山溪，兩者同為大安溪的上游。馬達拉溪流經「臺灣檫樹保護區」及「寬尾鳳蝶野生動物重要棲息環境」。
- 西南為志樂溪，南有司界蘭溪，東南有高山溪，東有七家灣溪、品田溪、池有溪、桃山溪匯流的「櫻花鉤吻鮭（臺灣鱒）野生動物保護區」，上述7溪同為大甲溪的上游。
- 東北有塔克金溪，北有薩克亞金溪，兩者同為淡水河上游。其中塔克金溪的源頭品田山為淡水河最高源頭。
- 雪山北峰、雪山主峰東北與北稜角北方各有一個圈谷，為冰河遺跡[4]。

### 聖稜線山岳列表
| 山岳名稱       | 標高  | 別名                         | 三角點等級標號 | 1967年台灣大地基準（TWD67） | 1967年台灣大地基準（TWD67） | 百岳排名 | 簡介                                                   | 備註               |
| 山岳名稱       | 標高  | 別名                         | 三角點等級標號 | 二度分帶座標N               | 二度分帶座標E               | 百岳排名 | 簡介                                                   | 備註               |
| -------------- | ----- | ---------------------------- | -------------- | --------------------------- | --------------------------- | -------- | ------------------------------------------------------ | ------------------ |
| 加利山         | 3,112 | -                            | 三等–6619      | 271089                      | 2706136                     | 百岳87   | 廣闊山頂，寬平脊稜，遍佈箭竹。                         | 六肩稜3            |
| 耶巴奧山       | 3,192 | 牙拉也烏山                   | -              | 272623                      | 2706951                     | -        | 西有停機坪。                                           | 八小巒4            |
| 伊澤山         | 3,297 | -                            | 三等–6251      | 273865                      | 2707302                     | 百岳52   | 淺草山頭，暢旺遼闊。                                   | 六易2              |
| 中霸尖山       | 3,392 | -                            | -              | 275028                      | 2706691                     | -        | 西有中霸山屋。                                         | 十翠5              |
| 大霸尖山       | 3,492 | 世紀奇峰、酒桶山             | 二等–1540      | 275330                      | 2705949                     | 百岳27   | 危峰孤峙，形如覆桶，全為覆岩絕壁。                     | 三尖2-北尖         |
| 小霸尖山       | 3,418 | -                            | -              | 274731                      | 2705699                     | 百岳32   | 雙霸對峙，形同堡壘，硬砂岩疊成，如浮圖聳峙，容態甚美。 | 八銳2              |
| 東霸尖山       | 3,365 | 龜甲山                       | -              | 276757                      | 2705951                     | -        | 與大霸尖山以斷崖相接。                                 | 九嶂4              |
| 巴紗拉雲山     | 3,402 | -                            | 森林           | 275374                      | 2703774                     | -        | 北有巴紗拉雲山屋。                                     | -                  |
| 布秀蘭山       | 3,438 | -                            | -              | 275506                      | 2702767                     | -        | 聖稜線路徑三叉點。                                     | -                  |
| 素密達山       | 3,517 | -                            | -              | 275032                      | 2702327                     | -        | 旁有素密達斷崖。                                       | -                  |
| 穆特勒布山     | 3,626 | -                            | -              | 274453                      | 2702320                     | -        | 東南有素密達山屋。                                     | 九嶂9              |
| 雪山北峰       | 3,703 | 次高北山、羽利羽利山         | 三等–6305      | 273551                      | 2701181                     | 百岳11   | 北有冰斗遺跡，頂上平坦，石礫遍佈。                     | 十潤2              |
| 凱蘭特崑山北峰 | 3,705 | -                            | -              | 272976                      | 2699339                     | -        | 聖稜線第四高峰。                                       | -                  |
| 凱蘭特崑山     | 3,731 | -                            | -              | 272927                      | 2699045                     | -        | 聖稜線第三高峰。                                       | -                  |
| 北稜角         | 3,880 | 雪山北角峰、次高北稜角       | -              | 272613                      | 2698166                     | -        | 聖稜線第二高峰。                                       | 八銳1              |
| 雪山           | 3,886 | 次高山、興隆山               | 一等           | 272680                      | 2697710                     | 百岳-2   | 山巔多冰斗，頂脊平坦，西南多斷崖。                     | 五嶽-西嶽          |
| 博可爾山基點峰 | 3,260 | -                            | -              | 269660                      | 2699271                     | -        | -                                                      | -                  |
| 博可爾山       | 3,265 | 雪山西峰                     | -              | 269025                      | 2699173                     | -        | -                                                      | 六易3              |
| 翠池三叉山     | 3,565 | 翠池山                       | -              | 271021                      | 2697249                     | -        | 附近有翠池、中翠池、下翠池等三池。                     | 十翠2              |
| 雪山西南峰     | 3,471 | -                            | 森林           | 270046                      | 2694796                     | -        | 北有完美谷營地。                                       | -                  |
| 大劍山         | 3,594 | 巴多瓦諾敏山                 | 三等–6610      | 269515                      | 2693003                     | 百岳18   | 山勢巍峨，東坡緩，西坡急，南稜崖斷，尤顯壯麗。         | 十峻6              |
| 雪山南峰       | 3,505 | -                            | -              | 273239                      | 2696538                     | -        | 北有雪山山莊舊址。                                     | 十翠3              |
| 志佳陽大山     | 3,345 | -                            | -              | 274352                      | 2695147                     | 百岳53   | 稜脊寬闊，淺竹平鋪，起伏不大。                         | 八秀4              |
| 甘木林山       | 3,666 | 馬特蘭山、白木林山           | -              | 274115                      | 2698290                     | -        | 東北有三六九山莊。                                     | 十翠1              |
| 雪山東峰       | 3,201 | 次高東山、明間山             | 三等–6304      | 276769                      | 2698303                     | 百岳73   | 山勢和緩，起伏量微，展望極佳。                         | 八小巒3            |
| 品田山         | 3,524 | 波秦西崙山                   | 森林           | 276227                      | 2702680                     | 百岳23   | 全由硬砂岩構成，方岩平疊，如品田二字堆成，構造奇絕。   | 十峻7、武陵四秀1   |
| 品田山前峰     | 3,442 | -                            | -              | 276521                      | 2702583                     | -        | 東有品田池。                                           | -                  |
| 池有山         | 3,303 | 塔馬拉普山、有池山、玉羅府山 | 三等–6317      | 278389                      | 2703004                     | 百岳50   | 滿山密林磐石，峻聳不足，秀麗有餘。                     | 六易1、武陵四秀2   |
| 桃山           | 3,325 | -                            | 三等–6327      | 280088                      | 2703176                     | 百岳47   | 山勢魁梧，山容秀麗，由南眺望有如仙桃。                 | 八秀5、武陵四秀3   |
| 詩崙山         | 3,194 | -                            | -              | 281005                      | 2703827                     | -        | -                                                      | -                  |
| 喀拉業山       | 3,133 | 加留坪                       | 二等–1549      | 281745                      | 2705100                     | 百岳84   | 山頂寬平，箭竹濃密，鑽行費力。                         | 六肩稜2、武陵四秀4 |

## 原住民
聖稜線所在的雪山、大霸尖山群峰為傳統泰雅族生活領域。2007年6月3日，來自苗栗縣泰安鄉清安國小的6位泰雅族應屆畢業生特地登上雪山東峰領取畢業證書，體驗先人的足跡。

## 登山路線
1923年（大正12年），從新竹州大湖郡（今苗栗縣泰安鄉）方面的日警探險隊，9月從雪山溪谷（大安溪源頭）上溯，成功登頂雪山（次高山南角）；10月中間市之助警部等5人與6名泰雅族嚮導，嘗試從大霸尖山往南縱走，當時尚無法登上大霸尖山，而從鞍部繞過，縱走至「次高北角」前（無法確知當時記錄中的「次高北角」是現今哪一座山峰），因斷崖絕壁地形過於險阻而無法登上，後來又嘗試了幾次仍無功而返。:61-621927年（昭和2年）首登大霸尖山成功後，首登隊長沼井鐵太郎提出了縱走聖稜線的目標。1930年5月（昭和5年），旅日英人、（劍橋大學山岳部）與沼井鐵太郎、日警巡查隊6人、志佳陽社泰雅嚮導9人等一行，原本計畫在一週以內由志佳陽社往北縱走聖稜線至大霸尖山，再回頭縱走桃山稜線下支稜到匹亞南鞍部，在縱走至首登穆特勒布山之後，預計剩餘時間不足以前往大霸尖山來回，甚至不足以前往桃山，無法克服險惡地形又與泰雅嚮導溝通不良，而下降七家灣溪谷撤退至匹亞南鞍部。一直到1931年7月（昭和6年），船曳實雄等人從羅東入山，從匹亞南社縱走桃山、大霸尖山至雪山；:32同一時間北田正三、井上一男、宇佐見守與新竹州澁木巡查等一行，加上竹東霞喀羅群泰雅族嚮導，從竹東入山縱走大霸尖山至雪山，途中並從布秀蘭山原路來回攀登品田山，整條聖稜線才首次以繩索隊伍橫斷困難地形完成縱走。聖稜線縱走原本是探險級路線，經過多年登山隊伍多次縱走，目前已踏出了明晰的路徑 （页面存档备份，存于），斷崖峭壁等困難地形亦有安裝繩索、鐵梯等人工輔助設施。
聖稜線北端的大霸尖山，沿著聖稜線往南縱走經過霸南山屋、巴紗拉雲山屋、巴紗拉雲山、布秀蘭山、素密達山、素密達斷崖、素密達山屋、穆特勒布山（素密達山屋原路來回）、雪山北峰、雪北山屋、凱蘭特崑山北峰、凱蘭特崑山、北稜角到達南端的雪山。此區路線北端的大眾步道入口為大霸尖山登山口（馬達拉溪登山口），可從新竹縣五峰鄉到觀霧走大鹿林道抵達。南端為雪山登山口，東端有桃山登山口與池有山登山口，均位於武陵農場，從宜蘭縣大同鄉或臺中市和平區的梨山走中橫公路宜蘭支線抵達。

### I型聖稜線縱走
直線縱走，為傳統的聖稜線行程，北端的大霸尖山，可從馬達拉溪登山口進入，沿途經過九九山莊、耶巴奧山、伊澤山、中霸山屋、中霸尖山到達大霸尖山，亦可由叉路往東原路來回登小霸尖山，再往南縱走聖稜線到達雪山，南端可走「雪東線」下山，經過冰斗底、三六九山莊、雪山東峰、哭坡、七卡山莊到達雪山登山口出來。一般安排5至7天的行程。可反向縱走。

### O型聖稜線縱走
圓型縱走，縱走武陵四秀及聖稜線南段，起點與終點都在武陵農場，以逆時針方向為例，從桃山登山口或池有山登山口進入武陵四秀路徑，可經過桃山、桃山山屋、池有山、新達山屋、品田山前峰、品田山、品田斷崖、接聖稜線中的布秀蘭山，再南下到達雪山，可走「雪東線」下山達雪山登山口出來。

### 秀霸線
「秀」為武陵四秀、「霸」為大霸群峰，此線登武陵四秀加上聖稜線北段通往大霸群峰的稜線，可選擇在新達山屋東側轉往西北下降塔克金溪源頭到達聖稜線的巴紗拉雲山屋轉往北，或是選擇沿主稜縱走接上聖稜線中的布秀蘭山轉往北，前往大霸尖山不前往雪山，此為大霸尖山登山口的捷徑未開闢前的大霸群峰登山路徑之一。

### Y型聖稜線縱走
秀霸線加上直線I型縱走。登武陵四秀，走秀霸線抵達大霸尖山，再轉往南縱走聖稜線到達雪山。此路徑最長，須安排8至9天的行程才能完成。

### 其他變化
亦有登山隊在聖稜線的南北端增加行程，例如北端縱走大霸北稜由鎮西堡經馬洋山接中霸尖山，或增加攀登東霸尖山；南端可改走志佳陽線、雪劍線或大雪線。

## 電視劇
2005年在臺灣華視播出11集的偶像劇《聖稜的星光》，描述在雪霸國家公園擔任解說員的替代役男葉翔星（張大鏞飾演）與趙光（楊祐寧飾演）在聖稜線上發生的一系列啟發大自然的愛與山林保育的感人故事。

## 外部連結
- 大霸/聖稜線段 - 國家步道系統
- 中華民國山岳協會 （页面存档备份，存于） - 最初為「台灣山岳會」
- 聖稜線 - 連峰照片
- 雪山山脈的聖稜、南稜與西南稜線 - 連峰照片
- 山情點滴─山與人的故事 （页面存档备份，存于）
- 聖稜的星光 - 電視劇官方網站